# Shadows of Her Pest
Shadows of Her Pest è un cortometraggio muto del 1918 diretto da Henry Lehrman.

## Produzione
Il film fu prodotto dalla Fox Film Corporation (come Sunshine Comedies).

## Distribuzione
Distribuito dalla Fox Film Corporation, il film - un cortometraggio di due bobine - uscì nelle sale cinematografiche USA il 6 gennaio 1918.